# Maxine Petrucci
Maxine Petrucci, född 13 juni 1960 i Detroit, är en amerikansk gitarrist inom metal som spelat i Madam X och i Vixen. Hon är äldre syster till trummisen Roxy Petrucci.